# 리주오
리주오(李柱五, 1956년 - )는 조선민주주의인민공화국의 정치인이다. 내각 부총리 겸 조선로동당 중앙위원회 위원이다.

## 경력
1998년 4월 조선민주주의인민공화국 기계공업부 부부장, 1996년 6월 내각 경공업성 부상을 거쳐 리연수 후임으로 경공업상에 임명되었다. 2008년 11월, 조선옷협회 위원장을 지냈다. 2010년 경공업상에서 물러나 내각사무국 부부장과 부국장을 거쳐 2016년 6월 내각 부총리를 맡았다. 2017년 10월, 조선로동당 중앙위원회 위원에 선임되었다.

## 최고인민회의 대의원
2003년 3월 최고인민회의 제10기 보궐선거를 통해 대의원에 선출되었고, 2003년 9월 제11기 대의원과 2009년 4월 제12기 대의원에 선출되었다. 

## 기타
2008년 박성철과 2018년 김영춘 사망 당시에 국가장의위원회 위원을 맡았다.